# Amerikaanse presidentsverkiezingen 1884
De Amerikaanse presidentsverkiezingen van 1884 waren een strijd tussen de Democratische kandidaat Grover Cleveland en zijn Republikeinse tegenstander James Blaine

## Nominaties
De Democraten nomineerden tijdens hun conventie in Chicago de gouverneur van New York Cleveland en als kandidaat voor het vicepresidentschap Thomas Hendricks.
De Republikeinse partij koos na vier stemronden tijdens de partijconventie voor een tweetal senatoren, dat het ticket vormde. Blaine, die zittend president Chester Arthur versloeg, werd presidentskandidaat met John Logan als zijn running mate.
Naast Blaine en Cleveland bestond het veld uit nog een aantal minder belangrijke kandidaten.

## Presidentskandidaten

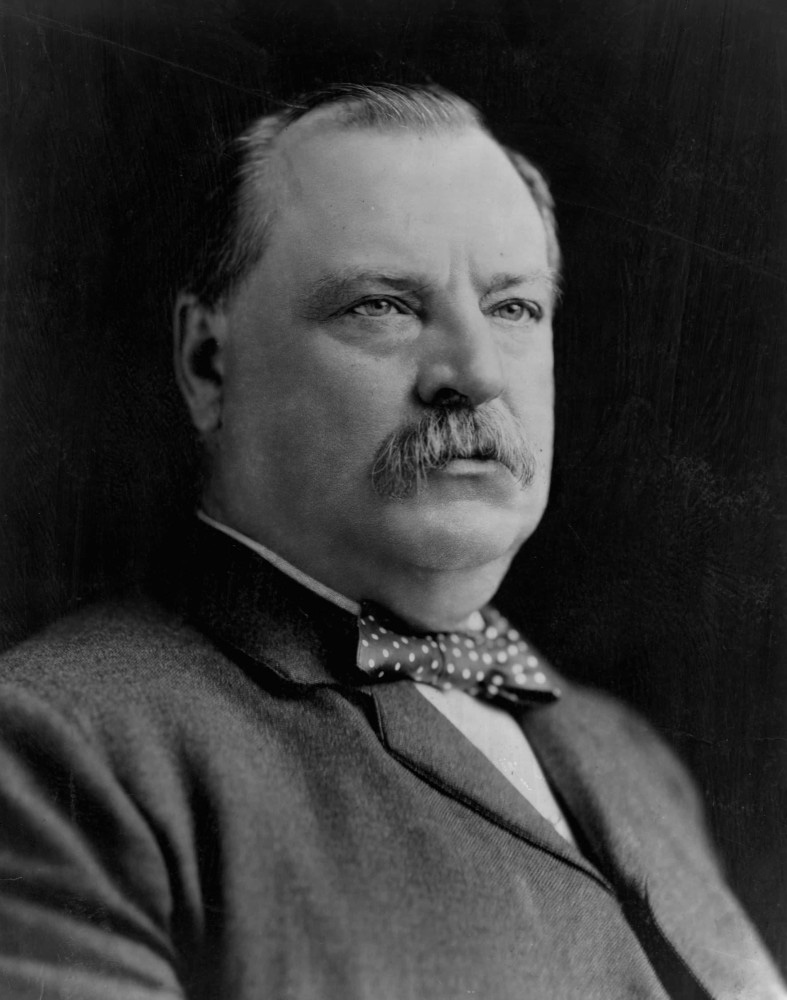
Gouverneur Grover Cleveland uit New York Democratische Partij
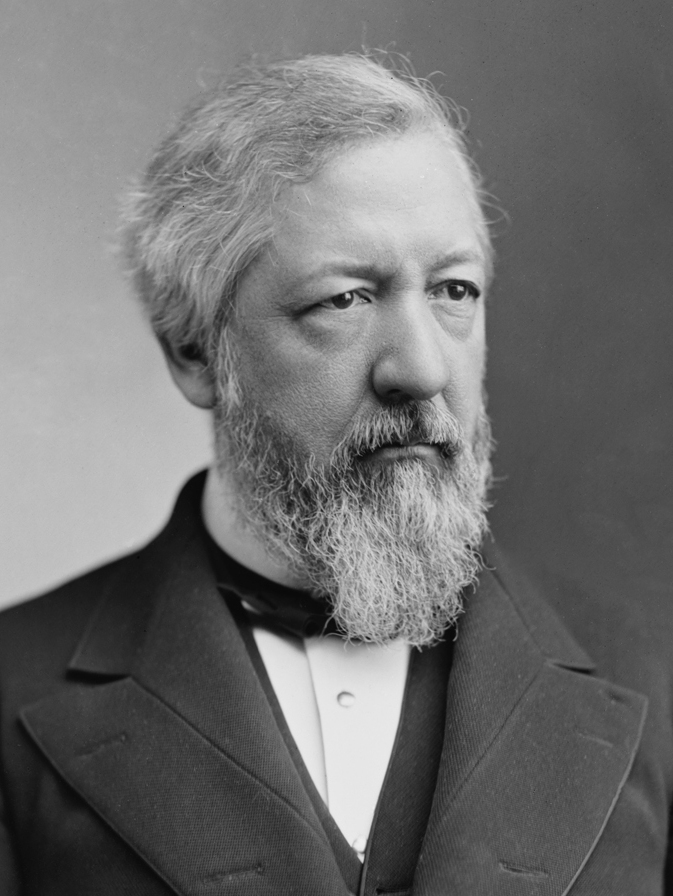
Voormalig Minister van Buitenlandse Zaken James Blaine uit Maine Republikeinse Partij

### Vicepresidentskandidaten

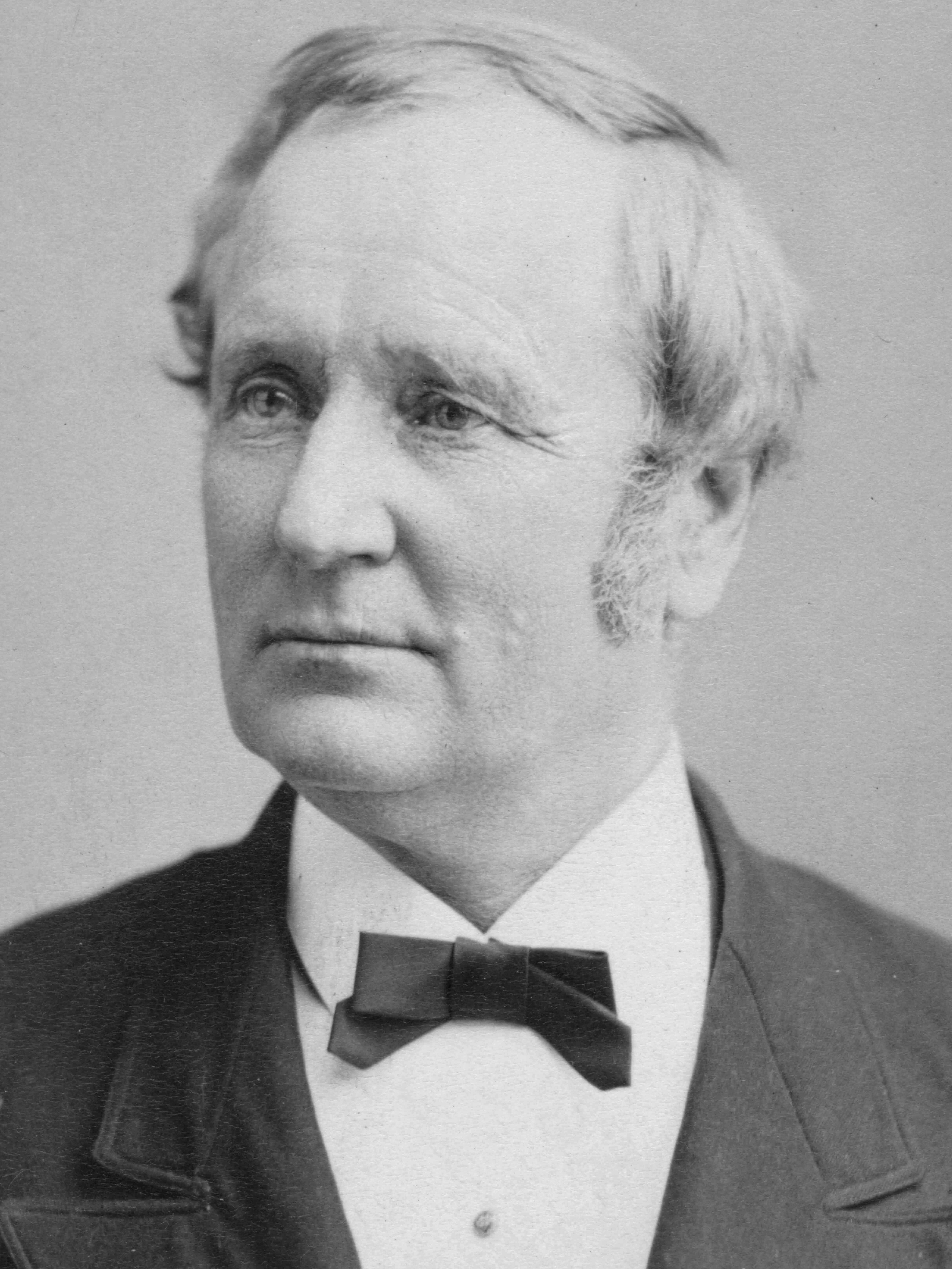
Voormalig Gouverneur Thomas Hendricks uit Indiana Democratische Partij
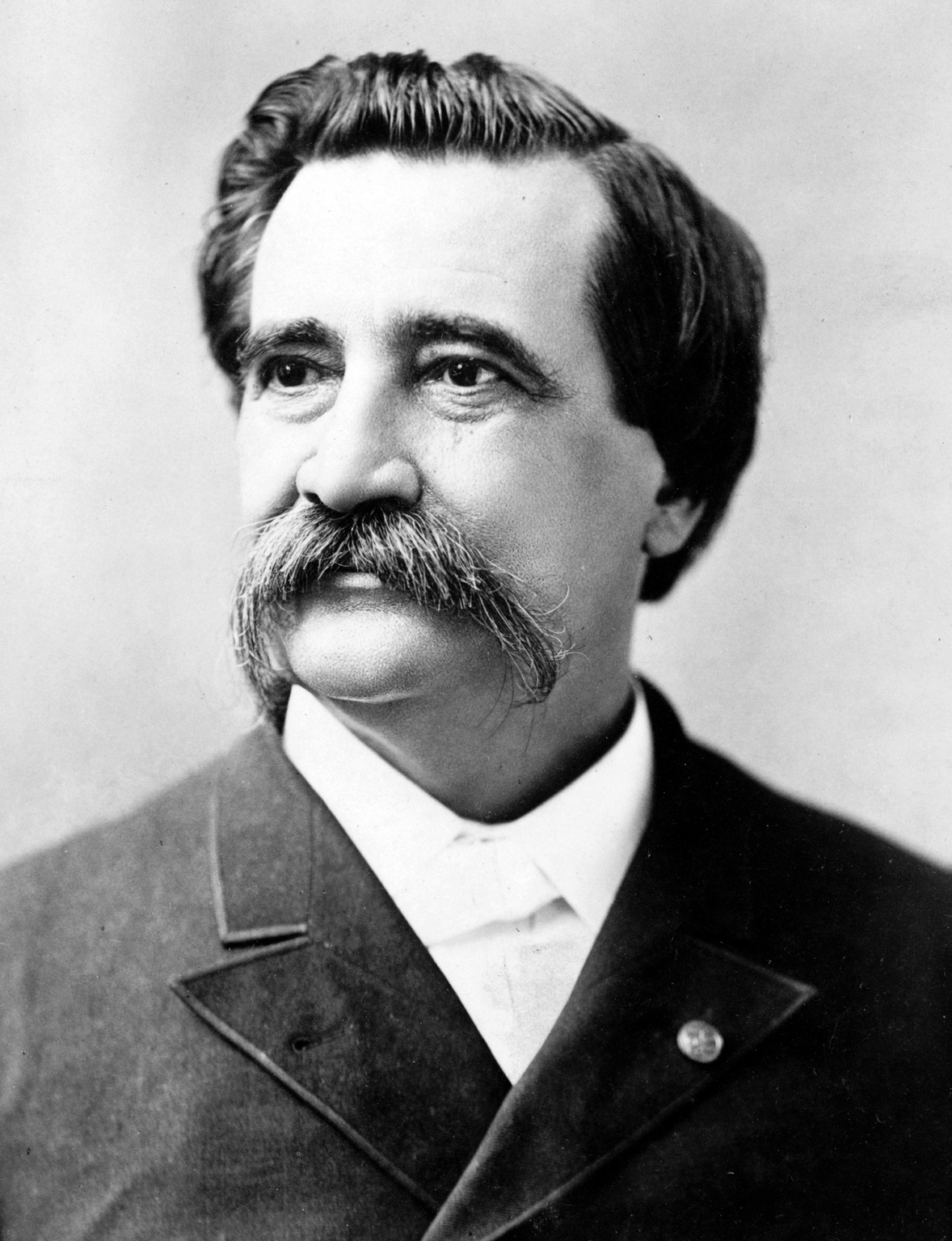
Senator John Logan uit Illinois Republikeinse Partij

- Voormalig 
 Gouverneur 
 Thomas Hendricks 
 uit Indiana 
 Democratische Partij
- Senator 
 John Logan 
 uit Illinois 
 Republikeinse Partij

## Campagne
De campagne stond met name in het teken van wederzijdse persoonlijke aanvallen. Blaine werd beschuldigd van het aannemen van steekpenningen, terwijl Cleveland, die als integer te boek stond, moest toegeven dat hij een buitenechtelijk kind had verwekt.
Tijdens de laatste fase van de campagne publiceerden de Democraten een toespraak van een medewerker van Blaines campagne, die anti-katholieke uitspraken had gedaan. Dit kostte Blaine veel Katholieke stemmen in New York en hij verloor de staat New York uiteindelijk met een miniem verschil.

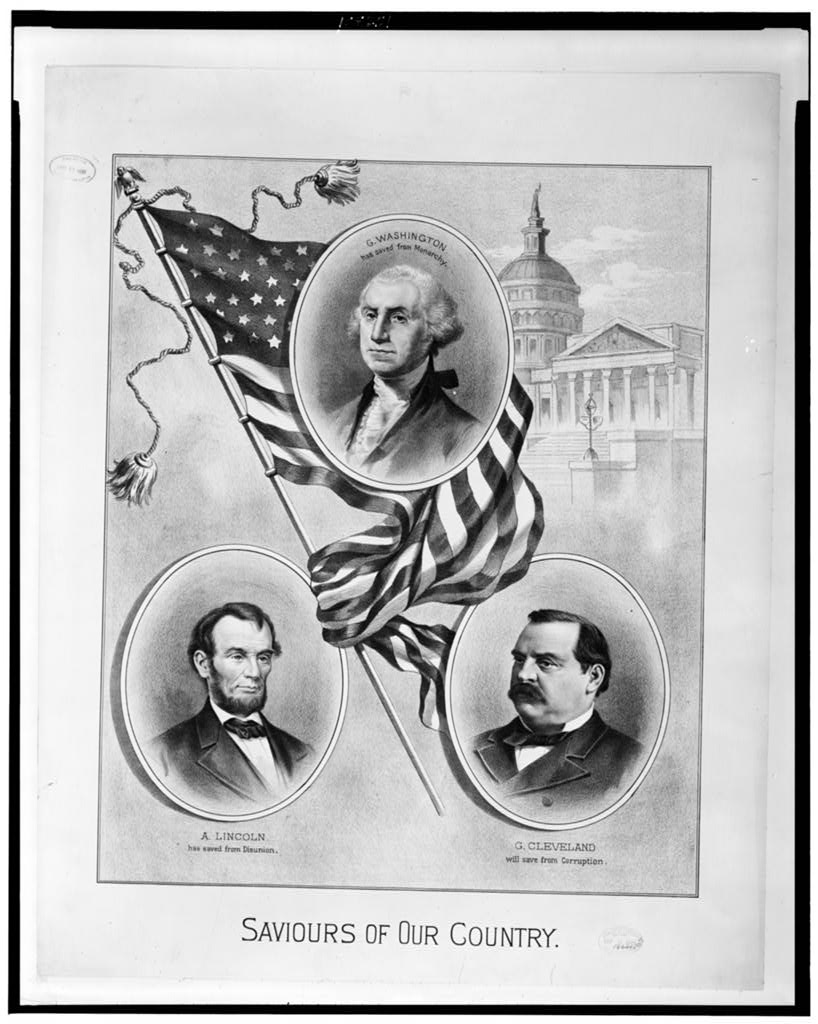
Democratische verkiezingsposter uit 1884 met George Washington, Abraham Lincoln en Grover Cleveland als de "redders van de natie"

## Uitslag
Minder dan 60.000 stemmen verschil tussen de twee kandidaten (uit meer dan 10 miljoen uitgebrachte stemmen) uitte zich in het kiescollege in een enigszins ruimere overwinning voor de Democratische kandidaat. Cleveland won 219 kiesmannen tegenover 182 voor Blaine. Cleveland werd hiermee de eerste Democraat sinds 1856, die in het Witte Huis werd verkozen.
| Kandidaat        | Partij               | Stemmen    | Percentage | Kiesmannen | Running mate     |
| ---------------- | -------------------- | ---------- | ---------- | ---------- | ---------------- |
| Grover Cleveland | Democratische Partij | 4.914.482  | 48,9%      | 219        | Thomas Hendricks |
| James Blaine     | Republikeinse Partij | 4.856.903  | 48,3%      | 182        | John Logan       |
| Overigen         |                      | 288.760    | 2,9%       | 0          |                  |
| TOTAAL           |                      | 10.060.145 | 100%       | 401        |                  |